# Lagerlundssjön
Lagerlundssjön är en sjö i Nyköpings kommun i Södermanland och ingår i Svärtaåns huvudavrinningsområde. Sjöns area är 0,037 kvadratkilometer och den är belägen 42 meter över havet.